# بني قليد (مناخة)

تعديل مصدري - تعديل

بني قليد هي إحدى قرى عزلة بني خطاب بمديرية مناخة التابعة لمحافظة صنعاء، بلغ تعداد سكانها 468 نسمة حسب تعداد اليمن لعام 2004.